# Karo (Volk in Brasilien)
Die Karo (portugiesisch: Arara, andere Bezeichnungen: Arara de rondônia, Arara Karo, Arara Tupi, Ntogapíd, Ramaráma, Urukú, Urumí) sind eine indigene Volksgruppe am rechten Ufer des mittleren Flusslaufs des Rio Ji-Paraná im Bundesstaat Rondônia in Brasilien. Sie leben in den beiden Dörfern Iterap und Paygap im südlichen Teil des indigenen Gruppen vorbehaltenen Gebietes Igarapé Lourdes. In demselben Gebiet wohnen ihre traditionellen Feinde, die Ikolen (Gavião de Rondônia). Die Karo wurden erstmals Ende der 1940er Jahre kontaktiert. Dadurch starben hunderte von ihnen an ansteckenden Krankheiten und die Überlebenden gingen zu den Kautschukarbeitern.
Sie haben sich auf einen nichtindigenen Lebensstil eingelassen, doch ihre Medizinmänner gelten bis heute bei allen Indigenen der Nachbarregionen als sehr mächtig.

## Name
Arara ist das portugiesische Wort für Ara-Papageien. In ihrer eigenen Sprache heißen diese Karo. Die Bezeichnungen Arara de rondônia, Arara Karo oder Arara Tupi werden verwendet, um die Karo von anderen indigenen Volksgruppen zu unterscheiden, die auch als Arara bezeichnet werden.

## Sprache
Die Sprache Karo ist die einzige noch lebende Sprache der Sprachfamilie Ramarama, die zum Stamm der Tupí-Sprachen gehört.
Praktisch alle der in den beiden Dörfern Iterap und Paygap lebenden Karo sprechen Karo und haben portugiesisch als Zweitsprache gelernt. Einige Karo, die im Dienst von Siedlern gestanden haben, sprechen nur portugiesisch, verstehen aber perfekt Karo, mit den anderen Karo kommunizieren sie zweisprachig. Auch gibt es einige Karo, die Gavião, die Sprache der Ikolen, sprechen oder verstehen, was auf Eheschließungen zwischen den beiden Ethnien zurückzuführen ist.

## Geographie
Die Karo waren schon immer im heutigen Gebiet ansässig, dem Reservat Igarapé de Lourdes. Das Reservat ist ungefähr 190.000 km² groß und rechtskräftig von der Bundesjustiz anerkannt. Ein Drittel des Gebietes „gehört“ den Karo, der Rest ist für die Ikolen bestimmt.
Die nächstgelegene Stadt zu den beiden Karo-Dörfern ist Ji-Paraná, ungefähr 70 km auf der Landstraße während der Trockenzeit oder ungefähr drei Stunden mit dem Boot während der Regenzeit zu erreichen.

## Geschichte
Die Geschichte der Karo ist erst seit dem Kontakt mit Nichtindigenen nachvollziehbar. Die Karo wurden erstmals Ende der 1940er Jahre kontaktiert. Dadurch starben hunderte von ihnen an ansteckenden Krankheiten, hauptsächlich an Lungenentzündung, Grippe und Masern, und die wenigen die überlebten, arbeiteten in dem betroffenen Gebiet zusammen mit Nichtindigenen.
Erst gegen Ende der 1960er Jahre gelang es einem Angestellten der Serviço de Proteção ao Índio (SPI), die Karo dazu zu bringen, umzuziehen und mit den Ikolen zusammenzuleben. Nach vielem Zwist beschlossen die Karo Mitte der 1980er Jahre, ihr eigenes Dorf zu gründen. Es entstand in der Nähe des Flusses Igarapé da Prainha, ungefähr fünf km von seiner Mündung in den Rio Machado entfernt.
Anfang der 1990er Jahre gab es interne Machtstreitigkeiten in dessen Folge der damalige Häuptling Pedro Agamenon mit seiner familiären Gruppe an anderer Stelle des Reservates sein eigenes Dorf gründete, das heute Paygap heißt.

## Bevölkerung
Im Jahre 1987, nachdem gerade das erste Dorf errichtet worden war, gab es ungefähr 100 Einwohner. Im Jahr 2006 betrug die Bevölkerungszahl der nunmehr zwei Dörfer 208, von denen zwei Drittel im Dorf Iterap und das andere Drittel im Dorf Paygap leben. Selten gibt es Ehen, sowohl von Männern als auch von Frauen, mit Ikolen und noch seltener Ehen von Karo mit Zoró-Indianern, die im Nachbargebiet leben. Ehen von Karo mit Nichtindigenen gibt es wenige. Kinder aus Mischehen lernen als erstes die Sprachen beider Eltern und später portugiesisch.

## Gesellschaftliche Ordnung
Im Laufe der ungefähr 60 Jahre, die die Karo in Kontakt mit der sie umgebenden Bevölkerung stehen, verloren ihre traditionelle gesellschaftliche Organisierung und ihre kulturellen Handlungen immer mehr an Bedeutung oder verschwanden gänzlich. Aus Berichten von den Alten war zu erfahren, dass es traditionelle Feste gab, wie zum Beispiel das Fest der Maisernte, und dass es auch Einschließungen der Jugendlichen bis zum Zeitpunkt der Ehe gab. Es gab zwei verschiedene Gruppen der Karo: die gegenwärtigen Karo und die sogenannten „Schwarzfüße“, die vermutlich einen anderen Dialekt sprachen. Obwohl sie benachbarte Gebiete bewohnten und zueinander gute freundschaftliche Beziehungen unterhielten, hegten die beiden Gruppen bei manchen Gelegenheiten einen so starken Groll gegeneinander, dass es zu Toten auf beiden Seiten kam.
Von den alten Bräuchen hat sich bis heute erhalten, dass Heiratende für ihren Schwiegervater arbeiten müssen (Feldarbeit, Jagd, Fischen usw.), bis dieser ihn von dieser Arbeit freistellt. Dieser Brauch ist auch bei Mischehen von Karo mit anderen Indigenen zu beobachten.
Es hat auch einige Fälle von Ehen zwischen Karo und Nichtindigenen gegeben, was aber von den Mitgliedern der Gemeinde generell nicht gern gesehen wird.
Es ist nicht bekannt wie das traditionelle System der Namensvergabe bei Neugeborenen war, aber die Kinder der Karo bekommen genauso viel Karo-Namen wie portugiesische Namen, gewöhnlich durch die Eltern und/oder Großeltern. Die Bedeutung der Karo-Namen bezieht sich immer auf eine körperliche Eigenschaft des Kindes oder eine Episode bei seiner Geburt oder während der Schwangerschaft.
Die Häuser der Dörfer sind nicht mehr in der traditionellen Bauweise errichtet. Sie sind aus Holz, einige schon aus Ziegelsteinen. Sie haben ein Wohnzimmer und zwei oder drei Schlafzimmer. Die Küche ist getrennt als Anhang zum Haus aus Stroh gebaut. Sie ist der kühlste Platz und als solcher ein guter Aufenthaltsort während der größten Tageshitze.

## Mythologie und Schamanismus
Über die Kosmologie der Karo ist wenig bekannt. In einigen der erhaltenen Mythen wird auf die Erschaffung des „weißen“ Menschen aus einem Jatobabaum hingewiesen oder die Dualität zwischen Gut und Böse in Gestalt von zwei Brüdern gezeigt, einem Tugendhaften und einem Unverschämten, die sich mutig durch den Wald wagen, bis der erste den zweiten umbringt.
Von den traditionellen Ritualen wird gegenwärtig keines mehr praktiziert. Es gibt mehrere Medizinmänner, die alle sehr angesehen sind, sowohl in der eigenen Gemeinde wie auch von Mitgliedern anderer Stämme, aber ihr Aufgabenbereich im Dorf scheint sich auf die Beraterfunktion in Sachen des Gemeinwesens zu beschränken und nicht mehr die für Medizinmänner typischen Handlungen zu umfassen, wie Schamanismus, rituelle Gespräche, Ausarbeitung von Gesängen usw.

## Materielle Kultur
Die traditionelle Kunst der Karo kann man noch anhand der Anfertigung von Handarbeiten sehen, wie diversem Körperschmuck (Halsketten aus verschiedenen Samenkörnern, Armbändern, Kopfschmuck usw.), Gegenständen für das Haus (Korbflechtereien, Hängematten aus Palmenfasern und Baumwolle, Besen, Wedel usw.), oder Gegenständen für die Jagd (Pfeil und Bogen). Gefäße aus Lehm werden nicht mehr hergestellt. Die meisten der Frauen nähen ihre Kleider selbst aus in der Stadt erworbenen Stoffteilen.
Die Karo bemalten sich gewöhnlich mit Jenipapo das Gesicht. Sie malten eine dünne Linie von einer Seite des Gesichts zur anderen. Sie bohrten ein Loch in die innere Nase, um darin die Feder eines Ara einzuhängen und verwendeten ein kleines Loch in der Unterlippe. Obwohl sie heute nicht mehr benutzt werden, sind diese Öffnungen noch bei den Älteren zu sehen.
Während der Trockenzeit benutzen sie zum Fischen Timbórinde, eine auch bei anderen Völkern der Region verwendete piscizide Kletterpflanze, mit der sie die Fische vergiften. Während der Regenzeit fischen sie mit der Angel oder mit dem Netz. Es gibt einige wenige Karo, die noch die traditionelleren Mittel zum Fischen bevorzugen, wie Pfeil und Bogen. 
Die Jagd erfolgt im Allgemeinen mit Gewehren. Für die Jagd auf Vögel, vor allem auf die größeren, werden noch traditionell angefertigte Verstecke aus Stroh benutzt.

## Gegenwart
Heute haben die Karo, zusammen mit den Ikolen, eine rechtsgültige Organisation, die Associação Panderej (Panderej-Vereinigung), durch die sie mit der brasilianischen Gesellschaft verknüpft sind, zum Beispiel bei der Ausarbeitung von alternativen Wirtschaftsprojekten, der Forderung nach Verbesserung der Gesundheitsprogramme, dem Antrag auf Streifengänge zur Entfernung von Fischern aus dem Reservat usw.
Obwohl es in der Vergangenheit Probleme mit Besitzern in ihrem Gebiet gab, gelang es den Karo und Ikolen zusammen mit Angestellten der Funai und der Bundespolizei Mitte der 1980er Jahre, die Besitzer zu vertreiben und seitdem hat es keine Probleme dieser Art mehr gegeben.
In den beiden Dörfern gibt es indigene Schulen, gefördert und unterhalten durch Seduc-RO, die staatliche Bildungsgeschäftsstelle, die ein Vertragssystem mit den indigenen Lehrern unterhält und sie ausbildet, mit Ausnahme der Alphabetisierung in ihrer eigenen Sprache. Sporadisch werden nichtindigene Lehrer des staatlichen und städtischen Netzwerkes in die Dörfer geschickt, um portugiesisch, Mathematik und Wissenschaften auf einem ergänzenden Niveau zu unterrichten.
Für die Gesundheit der Karo ist die Funasa zuständig, die eine gute Infrastruktur in den Dörfern schuf und unterhält, mit Badezimmern für jede Familie, mehreren Wasserbrunnen mit benzinbetriebenen Pumpen, Amateurfunk für eventuelle Notfälle usw. Die Behörde unterhält auch Verträge mit Beauftragten für Gesundheit und Hygiene in den beiden Dörfern und ist verantwortlich für die Vervollkommnung der Beauftragten durch Teilnahme an Kursen und gezielten Schulungsmaßnahmen. Techniker der Funasa haben bereits Pläne für die Bohrung von artesischen Brunnen und den Anschluss aller Häuser an ein Wasserleitungssystem ausgearbeitet.
Die Karo unterhalten gute Beziehungen zur Funai. Es gibt derzeit keine Nichtregierungsorganisation, die in diesem Gebiet tätig ist. Zwei missionarische Einrichtungen unterhalten Beziehungen zu den Karo, eine katholische und eine protestantische, letztere seit den 1980er Jahren.  
Gelegentlich gab es Konflikte zwischen den Karo und der sie umgebenden Bevölkerung. Einmal begab sich eine Gruppe Indios zur nächstgelegenen Farm, um Vieh zu erwerben. Das Zusammentreffen endete in Trunkenheit und Missverständnissen und kostete einen Indio das Leben.
Während eines relativ langen Zeitabschnitts (von 1990 bis 1996) gab es Holzfäller in dem Gebiet. Entweder arbeiteten sie auf eigene Rechnung, unter Umgehung der Indios, oder in Absprache mit Indianerführern. Seit 1996 wurde die illegale Holzfällertätigkeit durch andere in dieser Zeit für die Karo entwickelten Tätigkeiten ersetzt, wie Viehzucht, Fischzucht, Pflanzen von Obstbäumen und Kaffee, natürliche Gewinnung eines Extrakts aus Copaíba und Stroh für die Möbelherstellung.
Nachdem für die Sprache der Karo eine Rechtschreibung festgelegt worden war, konnten auch schon die ersten beiden Bücher in dieser Sprache herausgegeben werden: eine Fibel für die Alphabetisierung und ein Buch mit Berichten alter Indianer über die Zeit des Kontakts mit den Weißen.
Das Projekt der Alphabetisierung in der Sprache der Indigenen wird gegenwärtig durch Ausbildung der indigenen Lehrer fortgesetzt, damit diese nach und nach ihr Wissen an ihre Schüler weitergeben.